# 5716 Pickard
5716 Pickard este un asteroid din centura principală de asteroizi.

## Descriere
5716 Pickard este un asteroid din centura principală de asteroizi. A fost descoperit pe 17 octombrie 1982 la Stația Anderson Mesa de Edward L. G. Bowell. El prezintă o orbită caracterizată de o semiaxă mare de 2,38 ua, o excentricitate de 0,19 și o înclinație de 2,3° în raport cu ecliptica.